# 萨日拉
萨日拉（法語：Sagelat，法語發音：[saʒla]）是法国多尔多涅省的一个市镇，属于萨拉拉卡内达区。

## 地理
萨日拉（44°47'14"N, 1°0'43"E）面积7.57 平方千米，位于法国新阿基坦大区多爾多涅省，该省份为法国西南部内陆省份，是法國本土面积第三大的省，大致对应佩里戈尔地区，北起顺时针与夏朗德省、上维埃纳省、科雷兹省、洛特省、洛特-加龙省、吉倫特省和滨海夏朗德省接壤。
与萨日拉接壤的市镇（或旧市镇、城区）包括：圣日耳曼-德贝尔韦斯、卡尔沃、派德贝尔韦斯、蒙普莱桑、佩里戈尔地区锡奥拉克。

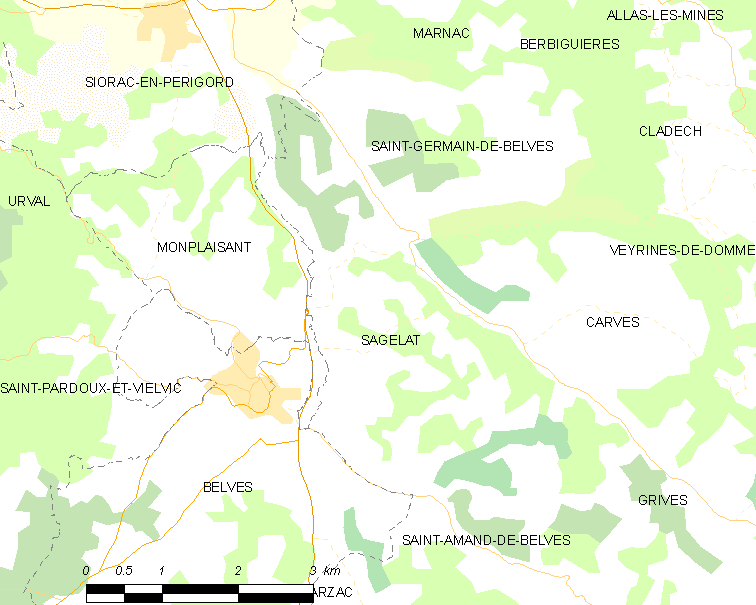
萨日拉的OSM定位图

萨日拉的时区为UTC+01:00、UTC+02:00（夏令时）。

## 行政
萨日拉的邮政编码为24170，INSEE市镇编码为24360。

## 政治
萨日拉所属的省级选区为多尔多涅河谷县。

## 人口

1962-2008年间萨日拉人口变化图示

萨日拉于2022年1月1日时的人口数量为317人。